# Бондаренко Ніна Олексіївна
Ні́на Олексі́ївна Бондаре́нко (нар. 1955) — українська радянська діячка, водій трамваю Дніпропетровського трамвайно-тролейбусного управління. Депутат Верховної Ради УРСР 10-го скликання.

## Біографія
Освіта середня. Член ВЛКСМ.
З 1973 року — учениця водія, водій трамваю Дніпропетровського трамвайно-тролейбусного управління.
Потім — на пенсії.